# Komoren
Die Komoren (arabisch جزر القمر Dschuzur al-Qamar „Mondinseln“, komorisch قمر Komori, französisch Comores [kɔˈmɔːʀ]), amtlich seit 2001 Union der Komoren, bilden einen föderalen Inselstaat im Indischen Ozean am nördlichen Ausgang der Straße von Mosambik zwischen Mosambik und Madagaskar. Sie umfassen drei der vier Hauptinseln des Komorenarchipels sowie einige kleinere Inseln. Die drei Hauptinseln sind Grande Comore (Njazidja), Anjouan (Nzwani), Mohéli (Mwali). Die vierte Hauptinsel Mayotte (Mahoré) ist ein Übersee-Département Frankreichs und wird von der Union ebenfalls beansprucht. Die knapp eine Million Einwohner der Komoren sind von gemischter, vorwiegend ostafrikanischer und arabischer Abstammung und größtenteils Muslime.
Die Komoren wurden 1975 von Frankreich unabhängig und erlebten anfangs eine wechselvolle Geschichte mit Putschen und Sezessionsbestrebungen. Der letzte erfolgreiche Militärputsch fand 1999 statt, angeführt von Azali Assoumani. Dieser regierte das Land daraufhin bis 2006 und erneut seit 2016 autoritär. Es kommt regelmäßig zu Verletzungen der Menschenrechte. Die Korruption ist groß, ebenso die Armut: Die Komoren gehören zu den ärmsten Ländern der Welt.

## Geographie

### Naturraum
Die Inselgruppe erhebt sich auf einem unterseeischen Rücken. Alle Inseln sind vulkanischen Ursprungs und haben ein gebirgiges Relief. Vulkanberge mit tief zerfurchten Hängen, Plateaus, Hügelketten und meist nur schmale Küstenstreifen charakterisieren das Landschaftsbild. Die Küsten der Inseln sind überwiegend felsig und von Korallenriffen gesäumt. Im Zentrum der Hauptinsel Grande Comore liegt der 2361 Meter hohe aktive Vulkan Karthala. Der letzte größere Ausbruch geschah 1977, hierbei wurde ein ganzes Dorf von der Lava zerstört. Anfang 2005 gab es einen kleineren Ausbruch, der ohne Explosion oder Lavaaustritt verlief. Nur Asche bedeckte nach dem Ausbruch einen beträchtlichen Teil des Vulkanes. Ende Mai 2006 überzog der Vulkan die Hauptstadt Moroni mit einer Wolke aus Staub und Rauch, was lokal zu Evakuierungen führte.

### Klima

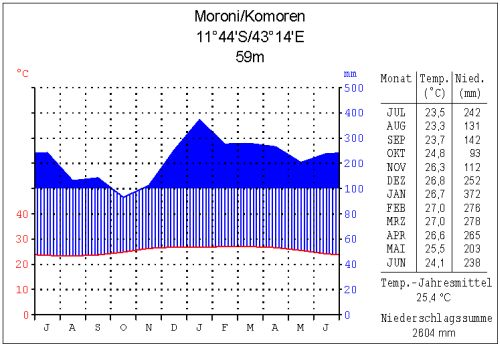
Klimadiagramm Moroni/Komoren

Das tropisch-maritime Klima weist im Jahresgang nur geringe Temperaturschwankungen auf. Die Durchschnittstemperatur der kühlsten Monate (Juli/August) liegt bei 22 °C, die der wärmsten Monate (Februar/März) bei 27 °C. Zwischen Mai und Oktober herrscht der trockene Südostpassat, von November bis April der regenbringende Nordwestmonsun. Feuchtester Monat ist der Januar. Je nach Höhenlage werden zwischen 1000 und 4000 mm Jahresniederschlag registriert. In der heißen Jahreszeit ziehen öfter tropische Wirbelstürme über die Inseln.

### Flora und Fauna
Die ursprüngliche Vegetation – dichter tropischer Regenwald mit wertvollen Holzarten – ist stark zurückgedrängt und fast nur noch in höheren Lagen erhalten. Plantagen und Savannen prägen heute die Landschaft. In Niederungen kommen vor allem Kokospalmen, Bananen und Mangobäume vor. Die Küsten sind teilweise von Mangroven bewachsen. Die Landfauna ist relativ artenarm und zeigt Ähnlichkeit mit derjenigen Madagaskars. Es gibt seltene Vogel- und Schildkrötenarten sowie eine nur hier anzutreffende Feuchtnasenaffenart, den Mongozmaki. Die Küstengewässer samt den Korallenriffen sind dagegen reich an vielerlei Wassertieren. Eine Besonderheit ist der Quastenflosser; 1938 wurde vor den Komoren erstmals ein Vertreter dieser bis dahin nur als Fossil bekannten Gattung gefangen.

### Städte

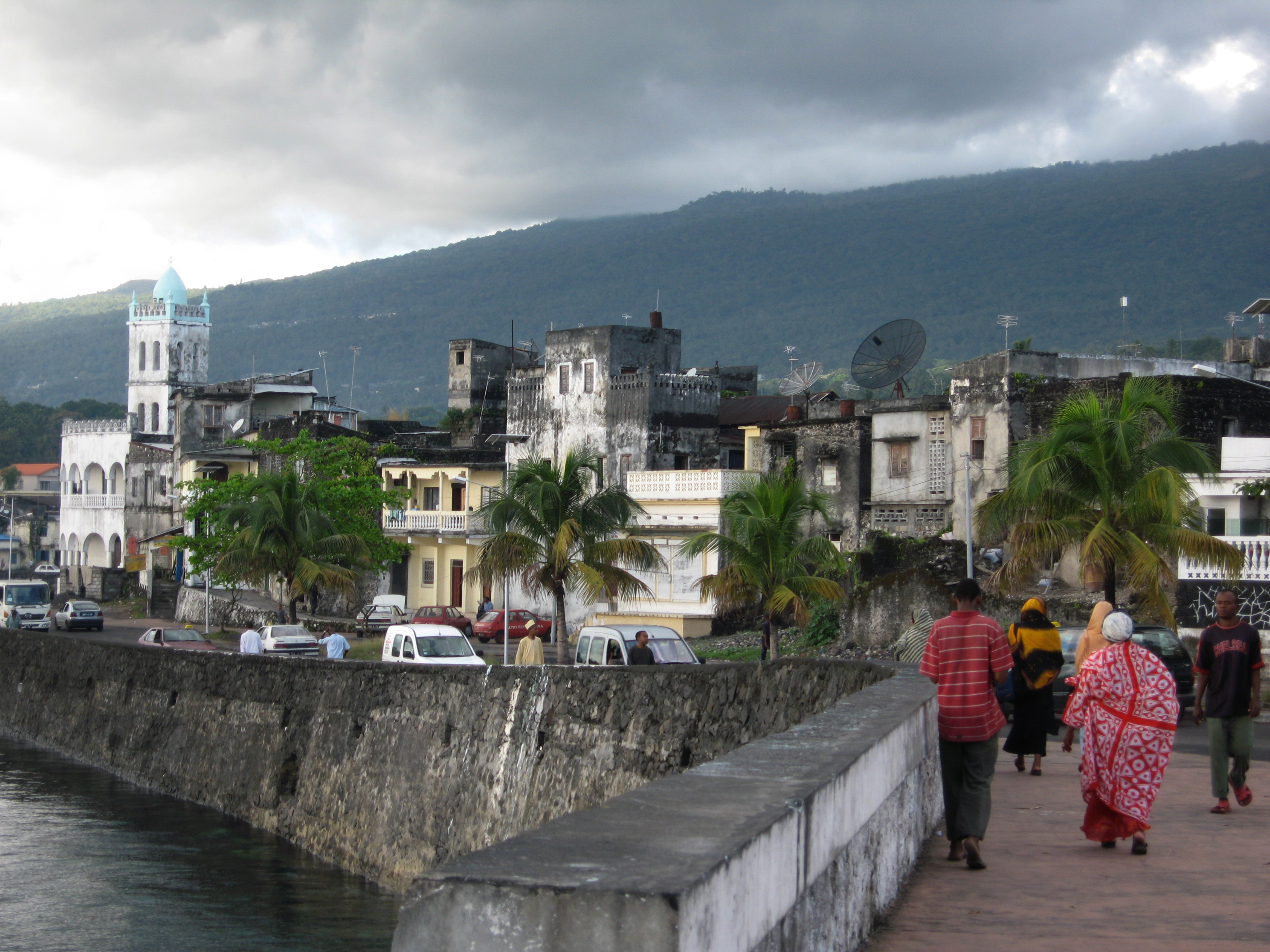
Blick auf den Hafen und die Badjanani-Moschee in der Hauptstadt Moroni

Im Jahr 2021 lebten 30 Prozent der Einwohner der Komoren in Städten. Die größten Städte sind laut Zensus:
- Moroni (75.000 Einw., 2017)
- Mutsamudu (23.594 Einw., 2021)[6]
- Fomboni (17.000 Einw., 2017)
- Domoni (14.509 Einw., 2021)[6]
- Mirontsi (12.000 Einw., 2017)

## Bevölkerung

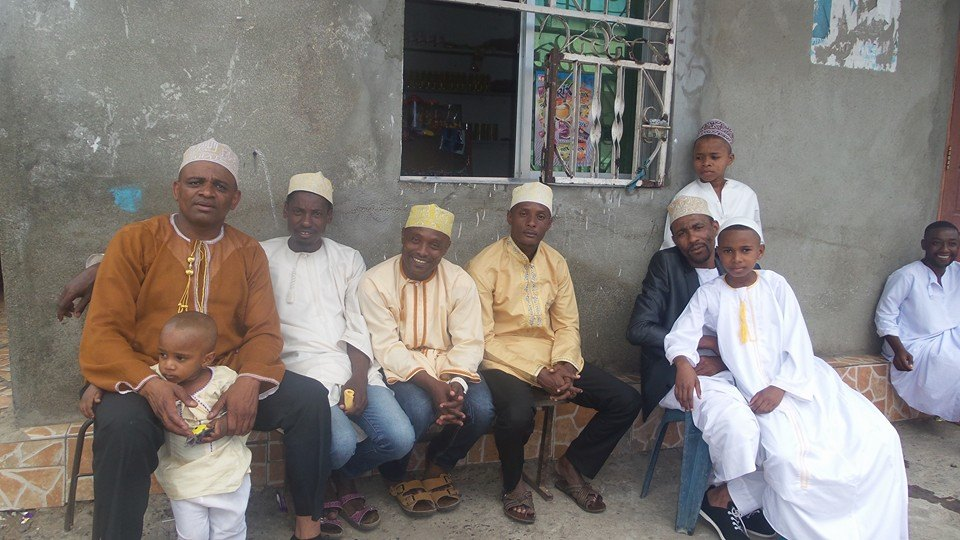
Dorfbewohner in Bangoua Kouni im Norden von Grande Comore

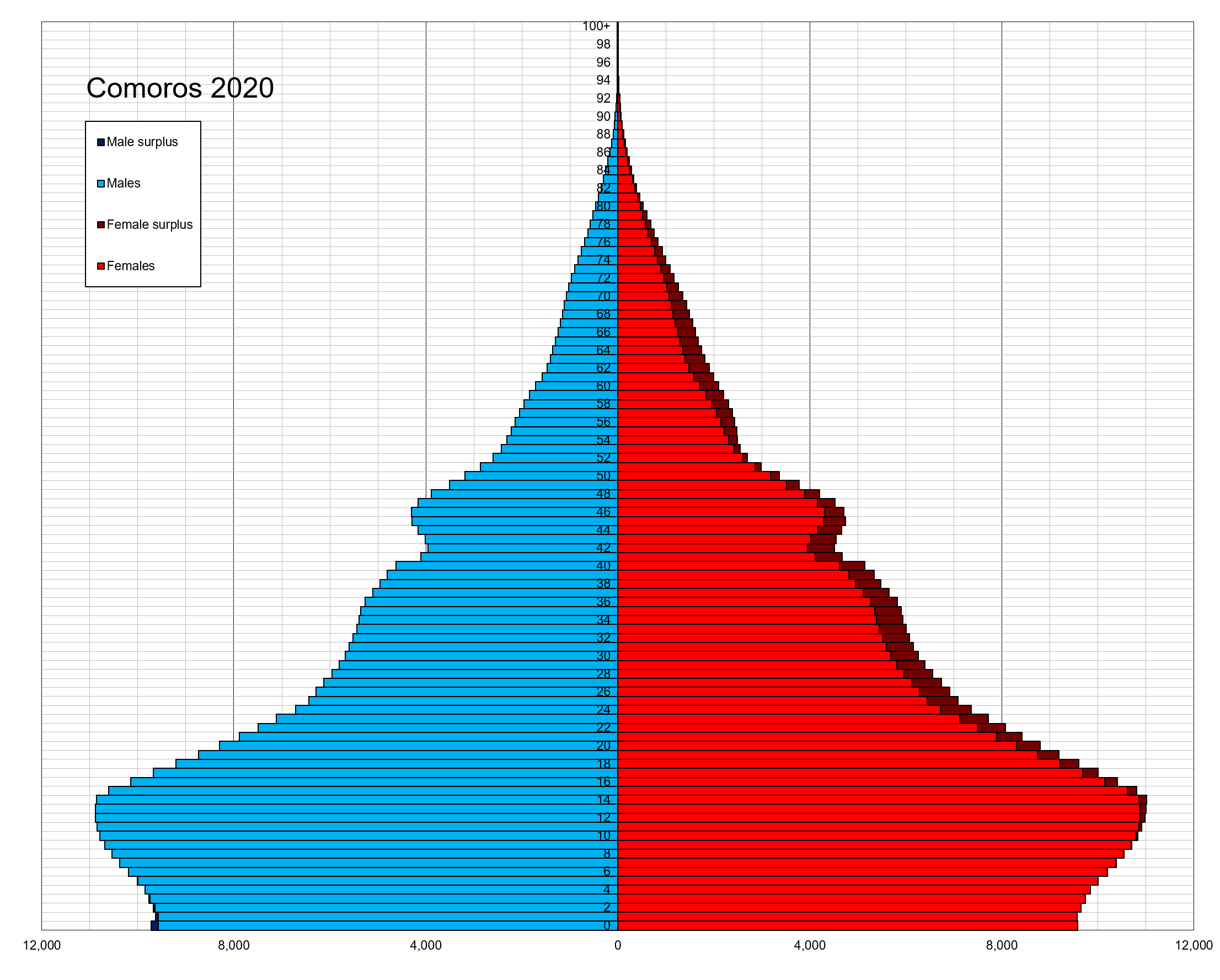
Bevölkerungspyramide der Komoren (2020)

### Demografie
Die Komoren hatten 2020 870.000 Einwohner. Das jährliche Bevölkerungswachstum betrug + 2,2 %. Zum Bevölkerungswachstum trug ein Geburtenüberschuss (Geburtenziffer: 30,9 pro 1000 Einwohner vs. Sterbeziffer: 7,1 pro 1000 Einwohner) bei. Die Anzahl der Geburten pro Frau lag 2020 statistisch bei 4,1, wobei dieser Wert Mitte der 1970er Jahre noch bei etwa 7 Kindern lag. Der Median des Alters der Bevölkerung lag im Jahr 2020 bei 20,4 Jahren.

### Bevölkerungsstruktur und Amtssprachen
Anjouan ist die am dichtesten besiedelte Insel des Archipels. 2004 lebten noch 64 % der Einwohner auf dem Lande.
Die Nachkommen der Prinzen und Sultane führen ihre Genealogie auf arabische Einwanderer zurück, die in eine matrilineare Familie lokaler Häuptlinge einheirateten. Die Übertragung des Erbes erfolgt dieser Tradition gemäß matrilinear, Name und Titel werden patrilinear weitergegeben.
Amtssprachen sind Komorisch (verwandt mit Swahili), Arabisch und Französisch. Die Komorer (97 % der Gesamtbevölkerung) stammen von Arabern, Madagassen, Bantu, Indern, Schirasi und Indo-Melanesiern ab. Daneben leben einige hundert Europäer auf den Inseln. Das Bevölkerungswachstum und die hohe Arbeitslosigkeit führen zu Auswanderung, vor allem nach Mayotte und Madagaskar.
Die Komoren gehören zu den ärmsten Ländern der Welt.

### Religionen
Die Staatsreligion des Landes ist der sunnitische Islam der schafiitischen Rechtsschule. Ihm gehören etwa 99 % der Einwohner an. Daneben besteht auf den Komoren eine kleine Minderheit indischer Ismailiten (Schia) sowie eine katholisch-karitative Missionstätigkeit; ca. 1 % der Bevölkerung bekennt sich zum Christentum.

### Bildung
Nach Erlangung der Unabhängigkeit und dem Abzug der französischen Lehrer war das Bildungswesen mit mäßig ausgebildeten Lehrkräften von schlechter Qualität. Seit der Bildungsreform 1975 besteht Schulpflicht für die Dauer von acht Jahren, einschließlich der zweijährigen Koranschule für Vorschulkinder. Die Analphabetenquote wird auf 50 % geschätzt.

### Gesundheit
Sozialfürsorge und Gesundheitswesen weisen erhebliche Lücken auf. Unterernährung ist einer der Gründe für die hohe Säuglingssterblichkeit (2004: 5,2 %). Malaria ist weit verbreitet. Im Jahr 2018 praktizierten auf den Komoren 2,6 Ärzte je 10.000 Einwohner. Die Säuglingssterblichkeitsrate lag 2019 bei 52 pro 1000 Lebendgeborenen, die Kindersterblichkeitsrate bei 68 pro 1000. Die Lebenserwartung der Einwohner der Komoren ab der Geburt lag 2020 bei 64,5 Jahren (Frauen: 66,3, Männer: 62,8).

### Kultur
Spätestens seit Beginn des 20. Jahrhunderts existieren auf den Komoren sogenannte Twarab-Musikensembles. Laut den Veröffentlichungen des deutschen Musikethnologen Werner Gräbner weist dieser populäre Musikstil enge kulturelle Verbindungen mit der Taarab-Musik in Sansibar sowie den Küstenstädten in Tansania und Kenia auf.

## Geschichte

### Urgeschichte
Es ist nicht genau bekannt, wann und woher die frühesten Einwohner des Archipels kamen; Archäologen haben auf Anjouan Spuren einer Siedlung aus dem 6. Jahrhundert gefunden. Es wird vermutet, dass austronesische Einwanderer, die im 1. Jahrtausend n. Chr. auf dem Seeweg aus Indonesien kamen und auf Madagaskar landeten, auch auf den Komoren siedelten. Daneben kamen Bantu aus Ostafrika (vor allem Mosambik).

### Islamisierung
Araber und Perser besuchten die Inseln ebenfalls; ab dem 15. Jahrhundert ließen sie sich vermehrt auf den vier Hauptinseln nieder, führten den Islam ein, gründeten Sultanate vorwiegend in der Küstengegend und drängten die alte Bevölkerung in das Innere der Inseln ab. Im 16. Jahrhundert waren die Komoren ein regionales Handelszentrum, das Reis, Gewürze, Ambra und Sklaven in ostafrikanische und nahöstliche Hafenstädte exportierte.

### Dominanz arabischer Sultanate
Die ersten europäischen Besucher waren Portugiesen, die 1505 auf Grande Comore landeten. 1527 erscheinen die Komoren erstmals auf einer portugiesischen Karte. Die Europäer vermochten jedoch lange keinen prägenden Einfluss auszuüben. Die von Portugiesen, Niederländern und Franzosen im 16. Jahrhundert gegründeten Niederlassungen wurden schon bald wieder aufgelöst. Bis Mitte des 19. Jahrhunderts blieb der arabisch-islamische Einfluss dominierend. Die Schirasi-Sultane eigneten sich größere Ländereien an, die sie von einheimischen Arbeitskräften, häufig aber auch von aus Ostafrika importierten Sklaven bewirtschaften ließen. 1865 waren schätzungsweise 40 % der Bevölkerung Sklaven. Ab dem späten 18. Jahrhundert führten die Sakalava aus Madagaskar Sklavenjagden auf den Komoren durch und entvölkerten Mayotte nahezu; diese Überfälle endeten, nachdem die Merina die Königreiche der Sakalava erobert hatten. Danach ließen sich Gruppen von Sakalava und Betsimisaraka auf Mayotte und Mohéli nieder.

### Französisches Schutzgebiet (ab 1841), dann Überseegebiet (ab 1946)
In der ersten Hälfte des 19. Jahrhunderts begann die Rivalität zwischen Frankreich und Großbritannien um die Inseln im westlichen Indischen Ozean. Im Raum der Komoren setzte sich Frankreich durch, das 1841 Mayotte in seinen Besitz nahm; 1886 kamen auch die restlichen drei Inseln unter französisches Protektorat. 1912 dankte der letzte Sultan ab, und die Komoren kamen unter eine Kolonialverwaltung mit Hauptort Dzaoudzi auf Mayotte. Unter der Kolonialherrschaft wurde die Sklaverei abgeschafft; die Wirtschaft wurde auf den Anbau von Vanille, Ylang-Ylang und weiteren Produkten ausgerichtet, wobei die Gewinne daraus kaum auf den Komoren reinvestiert wurden.
Während des Zweiten Weltkriegs wurden die Inseln, die sich für die Vichy-Regierung von Marschall Philippe Pétain erklärt hatten, vorübergehend von britischen Truppen besetzt. 1946 erhielten die nun nicht mehr von Madagaskar aus verwalteten Komoren den Status eines französischen Überseegebiets mit administrativer Autonomie. Entsprechend der Loi Lamine Guèye von 1946 hatten alle Bürgerinnen und Bürger bei Wahlen zum französischen Parlament und auch bei lokalen Wahlen ein Wahlrecht. Damit war ein beschränktes Frauenwahlrecht eingeführt. Das passive Wahlrecht wurde in dem Gesetz nicht ausdrücklich erwähnt, war aber auch nicht ausgeschlossen. Es herrschte ein Zweiklassenwahlrecht, das die französischstämmigen Bürgerinnen und Bürger bevorzugte.
Am 23. Juni 1956 wurde die loi-cadre Defferre eingeführt. Damit garantierte Frankreich das Wahlrecht und den Übergang zu voller innerer Autonomie, die allerdings erst im Januar 1968 schließlich endgültig gewährt wurde. In einem Referendum 1958 entschieden sich die Abstimmenden mit klarer Mehrheit für den Verbleib bei Frankreich. Die zwei etablierten politischen Parteien in den 1960er Jahren – der von Saïd Mohamed Cheikh geführte Parti Vert und der Parti Blanc unter Prinz Saïd Ibrahim Ben Ali – waren beide pro-französisch, konservativ und von den Nachkommen der Sultane dominiert.
Die Unabhängigkeitsbewegung Mouvement de la Libération Nationale des Comores (Molinaco) wurde 1962 von Komorern in Tansania gegründet und begann ab 1967, ihren Einfluss auf die Komoren selbst auszuweiten. Das verbreitete Gefühl, von Frankreich vernachlässigt zu werden, verbunden mit der Unabhängigkeit des nahegelegenen Tanganjika und Sansibar und beginnenden Unabhängigkeitsbestrebungen in Mosambik, vergrößerte vor allem unter jüngeren Komorern die Zustimmung für die Unabhängigkeit. Unter der seit 1972 amtierenden Regierung unter Ahmed Abdallah wurde 1974 ein erneutes Referendum über die Unabhängigkeit abgehalten, bei dem sich etwa 95 % für die Unabhängigkeit aussprachen, auf Mayotte jedoch etwa 63 % für den Verbleib bei Frankreich votierten.

### Unabhängigkeit (seit 1975)

Flagge der Komoren 1978 bis 1992

Am 6. Juli 1975 wurde einseitig die Unabhängigkeit der Komoren erklärt. Das allgemeine Wahlrecht wurde bestätigt. Der erste Präsident Ahmed Abdallah wurde am 3. August 1975 bei einem Putsch gestürzt und 1978 bei einem weiteren Putsch gegen seinen Nachfolger Ali Soilih wieder eingesetzt, bei einem dritten Putsch 1989 wurde er ermordet. Alle drei Putsche wurden maßgeblich vom französischen Söldner Bob Denard unterstützt, der die Wirtschaft der Komoren unter seine Kontrolle brachte und damals als inoffizieller König des Inselstaats galt. Zunächst setzte er französische Interessen durch, später stellte er sich auch gegen Frankreich. Nach einem vierten Putsch 1995 wurde er von einem französischen Expeditionskorps, das die Regierung wieder einsetzte, festgenommen und nach Frankreich gebracht.
Nach dem Putsch 1989 wurde Said Mohamed Djohar, zuvor Präsident des Obersten Gerichtshofs, automatisch Präsident des Landes. Trotz Anschuldigungen gegen ihn, die Ermordung seines Vorgängers betrieben zu haben, gelang es ihm, sich in Wahlen 1990 knapp durchzusetzen, womit er der erste demokratisch gewählte Präsident seines Landes wurde.
Auf den Komoren gab es von 1975 bis 2008 insgesamt 20 bewaffnete Putsche und Sezessionsbestrebungen.

## Politik

### Politisches System
Gemäß der Verfassung von 2001 sind die Komoren eine Bundesrepublik. Staats- und Regierungschef ist der direkt gewählte Präsident. Seit dem Verfassungsreferendum 2009 ist der Islam Staatsreligion.
Die Verfassung von 2001 sah das Rotationsprinzip vor. Das Präsidentenamt rotierte im Vier-Jahres-Rhythmus zwischen Bewohnern der drei Hauptinseln Grande Comore (Njazidja), Anjouan (Nzwani) und Mohéli (Mwali), wobei jeweils ausschließlich die Bevölkerung einer einzelnen Insel abstimmen durfte. 2002 war dies Grande Comore. Bei der Präsidentschaftswahl 2006, als nur Kandidaten der Insel Anjouan antreten durften, setzte sich der gemäßigte Islamist Ahmed Abdallah Mohamed Sambi mit 58 % der Stimmen gegen den vom bisherigen Präsidenten unterstützten Ibrahim Abderamane Halidi (28 %) durch. Der sunnitische Unternehmer Sambi, auf den Komoren wegen seiner theologischen Studien in Iran auch „Ajatollah“ genannt, bestritt nach seiner Wahl vehement, die Komoren in einen islamischen Staat verwandeln zu wollen. Die Präsidentschaftswahl 2016 gewann der ehemalige Putschist Azali Assoumani.
Bei einem Verfassungsreferendum am 31. Juli 2018 wurde die Rotation des Präsidentenamtes im Vier-Jahres-Rhythmus abgeschafft. Unabhängig von der Herkunft kann ein Präsident jetzt zwei fünfjährige Amtszeiten lang regieren. Es stimmten nach Angaben der Wahlkommission 92,74 Prozent mit Ja, bei einer Wahlbeteiligung von 63,9 Prozent. Die Opposition hatte zum Wahlboykott aufgerufen, weil sie befürchtete, dass die Verfassungsänderung die Macht von Präsident Azali Assoumani festigen und verlängern soll. 2019 wurde der Präsident mit 60,8 % der abgegebenen Stimmen im ersten Wahlgang wiedergewählt. Die Opposition und internationale Wahlbeobachter kritisierten Unregelmäßigkeiten und Intransparenz.
Die Legislative bildet die Unionsversammlung mit 33 Mitgliedern, von denen 24 alle fünf Jahre gewählt werden, während die übrigen 9 Sitze Abgeordneten der regionalen Parlamente vorbehalten sind. Seit 1990 gibt es ein Mehrparteiensystem. Aus den Wahlen 2004 ging das Camp des Îles Autonomes (CdIA) mit 12 Sitzen vor der Convention for the Renewal of the Comoros (CRC) mit 6 Sitzen als Sieger hervor. 2009 gewann die CdIA die Wahlen erneut. Bei den Wahlen 2015 wurde die Union for the Development of Comoros (UPDC) mit 11 Sitzen stärkste Kraft, gefolgt von der Partei Juwa mit 10 und der Democratic Rally of the Comoros (RDC) mit vier Sitzen. 2020 errang die CRC 20 der 24 durch Direktwahl bestimmte Mandate, jeweils zwei Sitze gingen an die Parti orange und Unabhängige. Die ehemals stärksten Parteien CdIA und UPDC zogen nicht mehr ins Parlament ein.
Höchste juristische Instanz ist der Oberste Gerichtshof, der zu gleichen Teilen von allen Inseln beschickt wird.

### Politische Indizes
| Name des Index                     | Indexwert     | Weltweiter Rang | Interpretationshilfe                                                              | Jahr |
| ---------------------------------- | ------------- | --------------- | --------------------------------------------------------------------------------- | ---- |
| Fragile States Index               | 82,2 von 120  | 45 von 179      | Stabilität des Landes: große Warnung 0 = sehr nachhaltig / 120 = sehr alarmierend | 2023 |
| Demokratieindex                    | 3,2 von 10    | 120 von 167     | Autoritäres Regime 0 = autoritäres Regime / 10 = vollständige Demokratie          | 2022 |
| Freedom in the World Index         | 42 von 100    | —               | Freiheitsstatus: teilweise frei 0 = unfrei / 100 = frei                           | 2023 |
| Rangliste der Pressefreiheit       | 62,25 von 100 | 75 von 180      | Erkennbare Probleme für die Pressefreiheit 100 = gute Lage / 0 = sehr ernste Lage | 2023 |
| Korruptionswahrnehmungsindex (CPI) | 19 von 100    | 167 von 180     | 0 = sehr korrupt / 100 = sehr sauber                                              | 2022 |

Festnahmen von Journalisten sind selten. Jedoch gehören Geldverschwendung, Korruption sowie Kritik an der Armee zu den verbotenen Themen.

### Außenpolitik
Die Komoren sind Mitglied der Vereinten Nationen, der Afrikanischen Union, der Arabischen Liga, der Organisation für Islamische Zusammenarbeit sowie der Gemeinschaft der Sahel-Sahara-Staaten (CEN-SAD) und seit 2017 der Entwicklungsgemeinschaft des südlichen Afrika (SADC).
Die Komoren bemühten sich seit 2007 um eine Aufnahme in die Welthandelsorganisation. Am 26. Februar 2024 beschlossen die Mitglieder der WTO die Komoren aufzunehmen. Nach Abgabe der formalen Beitrittsunterlagen wurde das Land zum 21. August 2024 das 165. Mitglied der Organisation.

### Militär
Das Land verfügt mit der Armée nationale de développement über eine 800 Soldaten starke Armee mit polizeiähnlichem Charakter. Das Land wird militärisch von Frankreich unterstützt, das auf Mayotte kleine Marine- und Fremdenlegionsverbände stationiert hat. Südafrika gewährt Militärhilfen.

## Verwaltungsgliederung

Die autonomen Inseln und das von den Komoren beanspruchte französische Überseegebiet Mayotte

Die föderale Republik der Komoren gliedert sich seit der Verwaltungsreform vom 28. Juli 2011 in drei bereits existierende autonome Inseln mit 16 Präfekturen (préfectures). In den Präfekturen gibt es 54 Gemeinden (communes), die aus mehreren Dörfern und Städten oder einer Stadt bestehen.

### Autonome Inseln
Die folgende Tabelle enthält die drei autonomen Inseln:
| Name          | Hauptstadt | Einwohner | Fläche      | Bevölkerungsdichte | Flagge |
| ------------- | ---------- | --------- | ----------- | ------------------ | ------ |
| Grande Comore | Moroni     | 380.000   | 1.012,9 km² | 375 Einw./km²      |        |
| Anjouan       | Mutsamudu  | 330.000   | 424 km²     | 583 Einw./km²      |        |
| Mohéli        | Fomboni    | 50.000    | 290 km²     | 172 Einw./km²      |        |

### Präfekturen
Auf allen drei autonomen Inseln gibt es insgesamt 16 Präfekturen.
| Präfektur          | Hauptstadt  | Autonome Insel |
| ------------------ | ----------- | -------------- |
| Moroni-Bambao      | Moroni      | Grande Comore  |
| Hambou             | Mitsoudjé   | Grande Comore  |
| Mbadjini-Ouest     | Dembeni     | Grande Comore  |
| Mbadjini-Est       | Foumbouni   | Grande Comore  |
| Oichili-Dimani     | Koimbani    | Grande Comore  |
| Hamahamet-Mboinkou | Mbéni       | Grande Comore  |
| Mitsamiouli-Mboudé | Mitsamiouli | Grande Comore  |
| Itsandra-Hamanvou  | Ntsoudjini  | Grande Comore  |
| Mutsamudu          | Mutsamudu   | Anjouan        |
| Ouani              | Ouani       | Anjouan        |
| Domoni             | Domoni      | Anjouan        |
| Mrémani            | Mrémani     | Anjouan        |
| Sima               | Sima        | Anjouan        |
| Fomboni            | Fomboni     | Mohéli         |
| Nioumachioi        | Nioumachioi | Mohéli         |
| Djando             | Wanani      | Mohéli         |

## Wirtschaft und Infrastruktur
Der wirtschaftlich wenig entwickelte Inselstaat ist in hohem Maße auf ausländische Unterstützung angewiesen. Die wichtigste Quelle zur Finanzierung des Staatshaushalts sind Budgethilfen aus Frankreich. Die Komoren zählen zu den von den Vereinten Nationen festgelegten Am wenigsten entwickelten Ländern der Welt.

### Wirtschaftssektoren

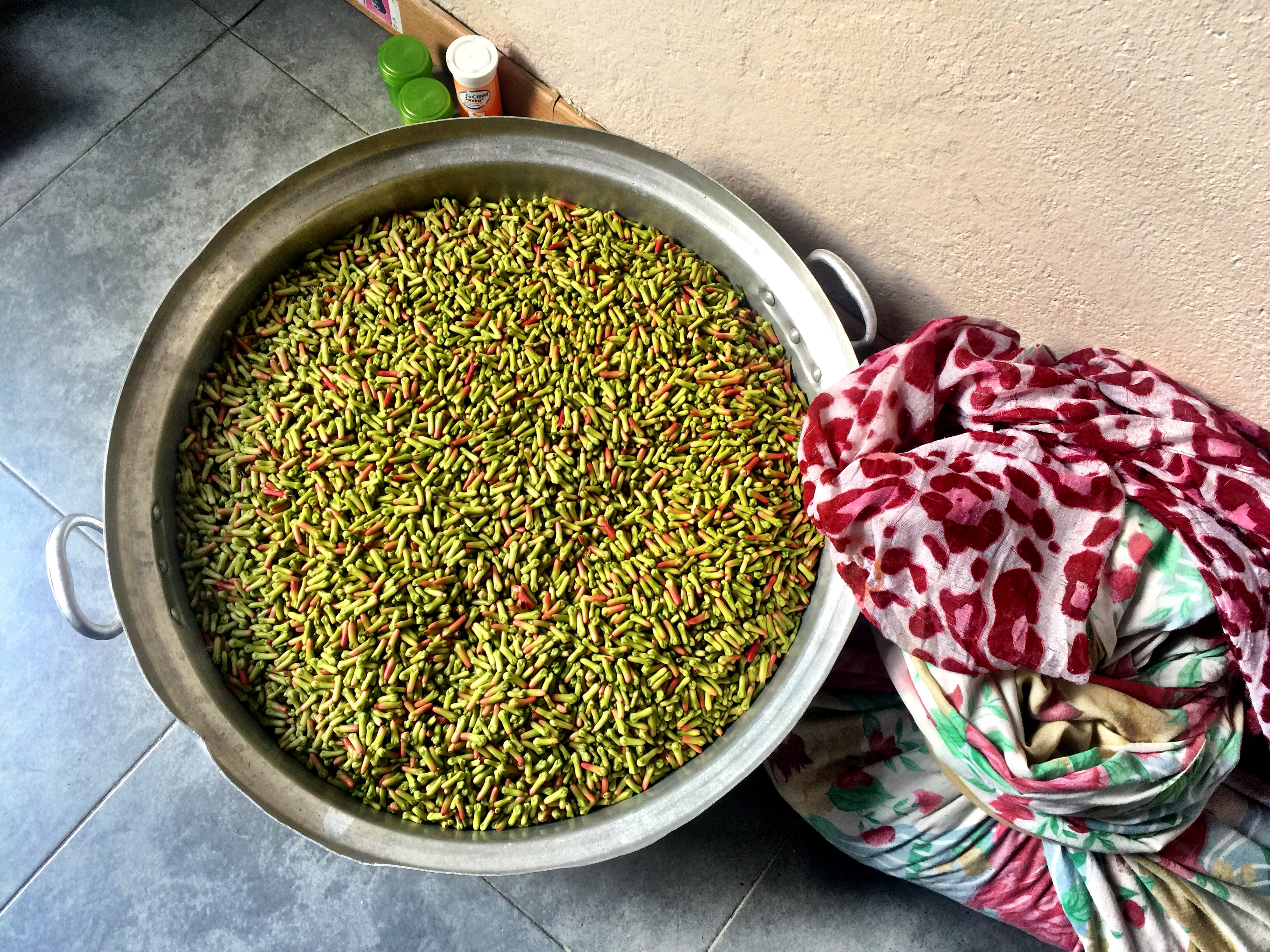
Nelken zum Trocknen bereit

Die Landwirtschaft einschließlich des Fischfangs, der Jagd und der Forstwirtschaft bildete 2001 für 73 % der Bevölkerung die Existenzgrundlage und stellte 2004 mit 41 % den größten Anteil am Bruttoinlandsprodukt. Kleine Selbstversorgungsbetriebe bauen hauptsächlich Maniok, Mais, Yams, Süßkartoffeln, Bananen und Reis an. Auf Plantagen, die sich meist im Eigentum französischer Gesellschafter befinden, wachsen Vanille, Gewürznelken, Pfeffer, Kakao, Sisal und Kokospalmen. Überdies sind die Komoren ein bedeutender Produzent von Ylang-Ylang-Öl.
Hauptenergieträger für die Bevölkerung sind Brennholz und landwirtschaftliche Abfälle. Die kommerzielle Energieerzeugung basiert vor allem auf importiertem Erdöl. Die Industrie ist kaum entwickelt; kleine Betriebe versorgen den Binnenmarkt, einige verarbeiten Agrarprodukte für den Export. Hauptausfuhrgüter waren 2003 Vanille (78 %), Nelken (13 %) und Ylang-Ylang (6 %), von denen 2000 39 % nach Frankreich, 20 % in die Vereinigten Staaten und 7 % nach Deutschland gingen. Importiert wurden zu 20 % Erdölprodukte, zu 18 % Nahrungsmittel, zu 13 % Fahrzeuge und zu 5 % Zement, und zwar zu 37 % aus Frankreich, zu 14 % aus Pakistan, zu 11 % aus Kenia und zu 9 % aus Südafrika.
Das gesamte Straßennetz umfasst rund 900 km, davon sind etwa 500 km befestigt. Grande Comore und Anjouan besitzen ringförmige Küstenstraßen. Es bestehen Schiffs- und Flugverbindungen zwischen den Inseln. Der wichtigste Hafen ist Mutsamudu auf Anjouan. Auf Grande Comore gibt es einen internationalen Flughafen. Der bislang unbedeutende Tourismus wird mit französischer und südafrikanischer Unterstützung gefördert. Die meisten Gäste kommen aus Frankreich. Das Bildungsniveau ist gering und begünstigt so die Subsistenzwirtschaft, eine hohe Arbeitslosigkeit von etwa 20 % (1996) ist die Folge.

### Staatshaushalt
Der Staatshaushalt umfasste im Jahr 2016 Ausgaben von umgerechnet 186 Millionen US-Dollar bei Einnahmen von umgerechnet 165 Millionen US-Dollar. Daraus ergibt sich ein Haushaltsdefizit in Höhe von 3,3 % des Bruttoinlandsprodukts.

## Sport
Die beliebteste Sportart auf den Komoren ist Fußball. Der Verband wurde am 12. September 2005 zusammen mit Osttimor in die FIFA aufgenommen. 1979 trug die Nationalmannschaft ihr erstes Freundschaftsspiel aus, das mit 1:6 gegen die Fußballauswahl von Réunion verloren ging. Der erste Sieg (1:0) gelang 1990 im dritten Spiel gegen Réunion. Das erste offizielle Spiel nach der Aufnahme in die FIFA war eine Partie im Jahr 2006 gegen die jemenitische Fußballnationalmannschaft, die mit 0:2 verloren wurde.
Nach vielen erfolglosen Jahren qualifizierten sich die Komoren für den Afrika-Cup 2021 und damit erstmals für ein großes internationales Turnier.

### Landeseigene Links
- Union des Comores. Présidence de la République. Präsidentenamt der Komoren, auf www.beit-salam.km (französisch)
- Assemblée de l’Union des Comores. Unionsversammlung der Komoren (Parlament), auf www.assemblee-comores.com (französisch)
- Symboles de l’État. Staatssymbole der Komoren, auf www.beit-salam.km (französisch)

### Landesprofil bei Ministerien deutschsprachiger Staaten
- Auswärtiges Amt (D): Komoren. auf www.auswaertiges-amt.de.
- Bundesministerium für europäische und internationale Angelegenheiten (A): Länderspezifische Reiseinformation: Komoren (Union der Komoren). auf www.bmeia.gv.at.
- Eidgenössisches Departement für auswärtige Angelegenheiten (CH): Komoren. auf www.eda.admin.ch.

### Internationale Links
- United Nations: United Nations Statistics Division. Comoros. auf www.data.un.org (englisch).
- The World Bank: Countries. Comoros. auf www.worldbank.org (englisch).
- US-Government: CIA World Fact Book. Comoros. auf www.cia.gov (englisch).
- WHO: Comoros. auf www.afro.who.int (französisch).
- Welternährungsprogramm der Vereinten Nationen: Annual Country Reports – Comoros. auf www.wfp.org (englisch).
- Hoher Flüchtlingskommissar der Vereinten Nationen: Comoros. auf www.unhcr.org (englisch).
- Minority Rights Group International: Comoros. auf www.minorityrights.org (englisch).
- Konferenz der Vereinten Nationen für Handel und Entwicklung: Catalogue of Diversification Opportunities 2022. Comoros. auf www.unctad.org (PDF, englisch).